# Paul Hamm
Paul Elbert Hamm, född 24 september 1982 i Washburn i Wisconsin, är en amerikansk gymnast.
Han tog OS-silver i räck, OS-silver i lagmångkampen och OS-guld i den individuella mångkampen i samband med de olympiska gymnastiktävlingarna 2004 i Aten.